# 天道花花介
天道花花介（学名：Callistocythere tientaolis）为細花介科花花介屬下的一个种。